# Општина Шушани (Валча)
Шушани (рум. Şuşani) општина је у Румунији у округу Валча.
Oпштина се налази на надморској висини од 218 m.